# Günther Bartel
Günther Bartel (* 20. November 1833 in Sondershausen; † 1. März 1911 in Düsseldorf) war ein deutscher Pianist, Cellist und Komponist von Stücken für Klavier, Violine und Violoncello sowie von Kunstliedern.

## Leben

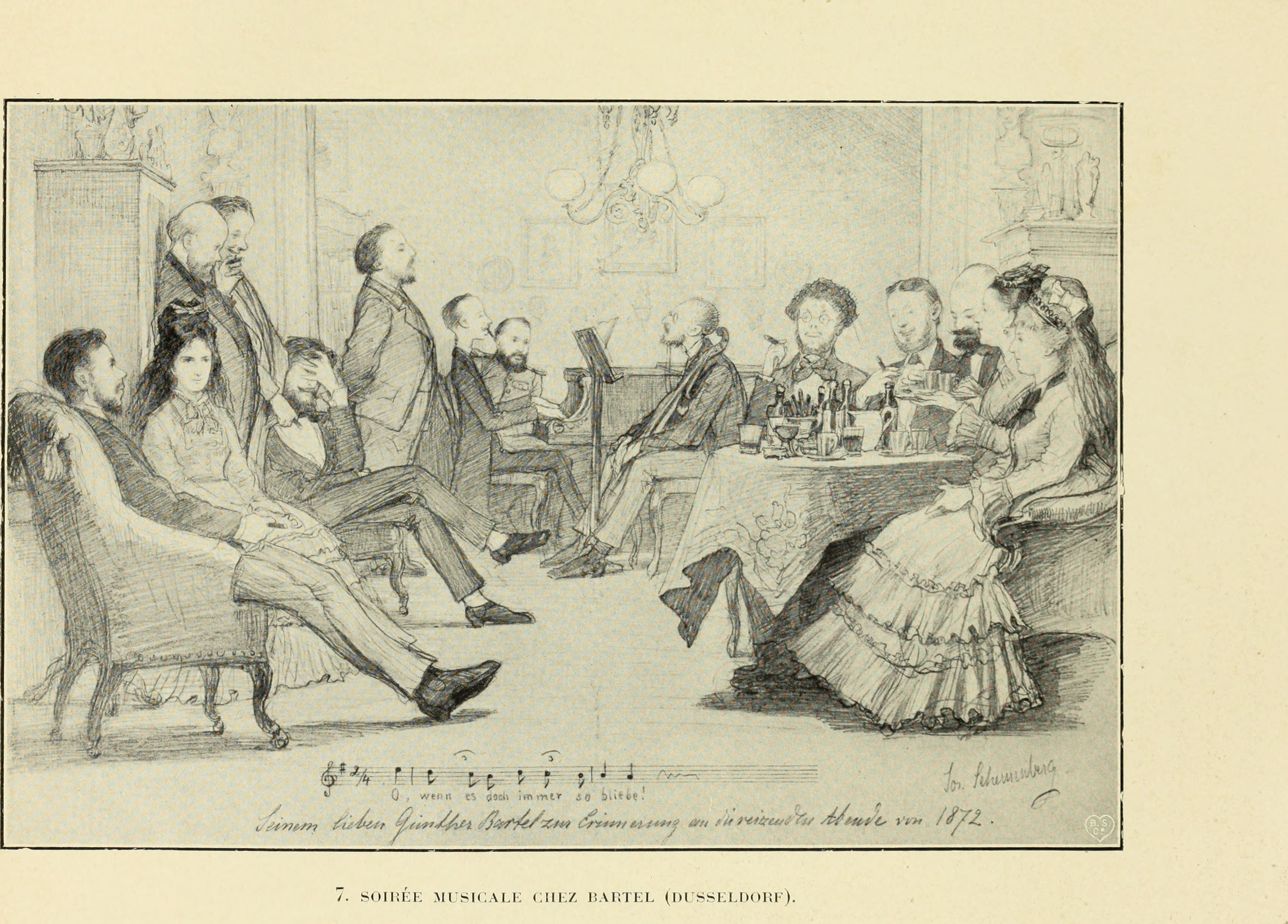
Musikalische Abendgesellschaft im Hause Bartel in Düsseldorf, 1872 (Bartel mit Violoncello in der Bildmitte), Zeichnung von Joseph Scheurenberg

Bartel erhielt zusammen mit seinem Bruder Ernst (1824–1868) Musikunterricht bei seinem Vater, dem Trompeter und Musiklehrer August Bartel (1800–1876). Unterricht erhielt er ferner bei Siegfried Wilhelm Dehn in Berlin und Auguste-Joseph Franchomme in Paris. Seine Karriere führte ihn über die Niederlande, Österreich-Ungarn und Russland nach England und nach Schottland, wo er von 1855 bis 1860 Cellist im Theatre Royal zu Edinburgh war.
Nach einer fünfjährigen Tätigkeit als Mitglied der Sondershauser Hofkapelle fand Bartel schließlich eine Stelle als Lehrer für Piano, Musiktheorie und Gesang in Düsseldorf. Dort wohnte er im Haus Immermannstraße 13. Als Mitarbeiter der Neuen Zeitschrift für Musik und in anderen Organen veröffentlichte Bartel Kritiken und Aufsätze. Bartel war ein Freund des Komponisten Alexander Mackenzie, der im Hause seines Vaters in Sondershausen logiert und dort Musik studiert hatte. Ein weiterer Freund Bartels war der Rechtsanwalt und Justizrat Hans Niemeyer.

## Werke (Auswahl)

### Musik
- In meiner Brust, da sitzt ein Weh, op. 16/2
- Polonaise, 1891
- Valse Lente, op. 40, Walzer, 1897
- Neujahrsfreuden im Alpendorfe, 1899
- Mein Schätzelein, 1899[2]
- Horch, wie still wird es im dunklen Hain
- Alle Jahre wieder, für Gesang, Harmonium oder Klavier

### Aufsätze
- Begegnung mit Wagner in Petersburg.
- Können Musiker eine einwandfreie Syncope spielen?
- Über schlechte Gewohnheiten der Saiteninstrumentisten bezüglich des Vibrato und Portamente an unrichtigen Stellen.
- Über Eselsbrücken in der Musik.